# Meucon
Meucon (bretonisch Meukon) ist eine französische Gemeinde mit 2.278 Einwohnern (Stand 1. Januar 2022) im Département Morbihan in der Region Bretagne.

## Geografie
Meucon liegt nur rund sieben Kilometer nördlich von Vannes im Zentrum des Départements. Das Gemeindegebiet gehört zum Regionalen Naturpark Golfe du Morbihan. Nachbargemeinden sind Locmaria-Grand-Champ im Norden, Locqueltas im Nordosten, Saint-Avé im Osten und Süden, Plescop im Südwesten sowie Grand-Champ im Westen.

## Geschichte
Über die Frühgeschichte der Gemeinde gibt es kaum Belege. Überreste eines römischen Feldlagers im Weiler Guernevé belegen eine frühe Besiedlung. Im 12. Jahrhundert wurde ein Siechenhaus für Leprakranke eingerichtet. Neben diesem Haus wurde eine Kapelle Saine-Madeleine erbaut. Die Leprakranken betrieben eine Seilerei und gründeten somit einen Handwerkszweig, der bis 1914 in Meucon beheimatet blieb. Politisch wurde Meucon 1790 eine Gemeinde. Von 1793 an gehörte Meucon zum Kanton Grand-Champ und zum Distrikt Vannes. Ab 1801 war es Teil des Arrondissements Vannes.

### Bevölkerungsentwicklung
| Jahr      | 1962 | 1968 | 1975 | 1982 | 1990 | 1999 | 2006 | 2012 | 2019 |
| Einwohner | 455  | 506  | 606  | 794  | 1100 | 1268 | 1919 | 2212 | 2262 |

## Sehenswürdigkeiten
- DKirche Sainte-Madelaine aus dem Jahr 1497; 1838 umgestaltet
- Privatkapelle Saint-Adrien aus dem 16. Jahrhundert
- Kapelle Saint-Barthélémy in Cranuhac aus dem 15. Jahrhundert
- Calvaire von Meucon aus dem Jahr 1787
- Backofen in Cranuhac
- Kreuz von Guern aus dem Jahre 1899
- Gallische Stele nahe der Kapelle Saint-Barthélémy
- Alte Bauernhäuser in Norbrat
- Alte Ziehbrunnen in Cadual und Norbrat

Quelle:

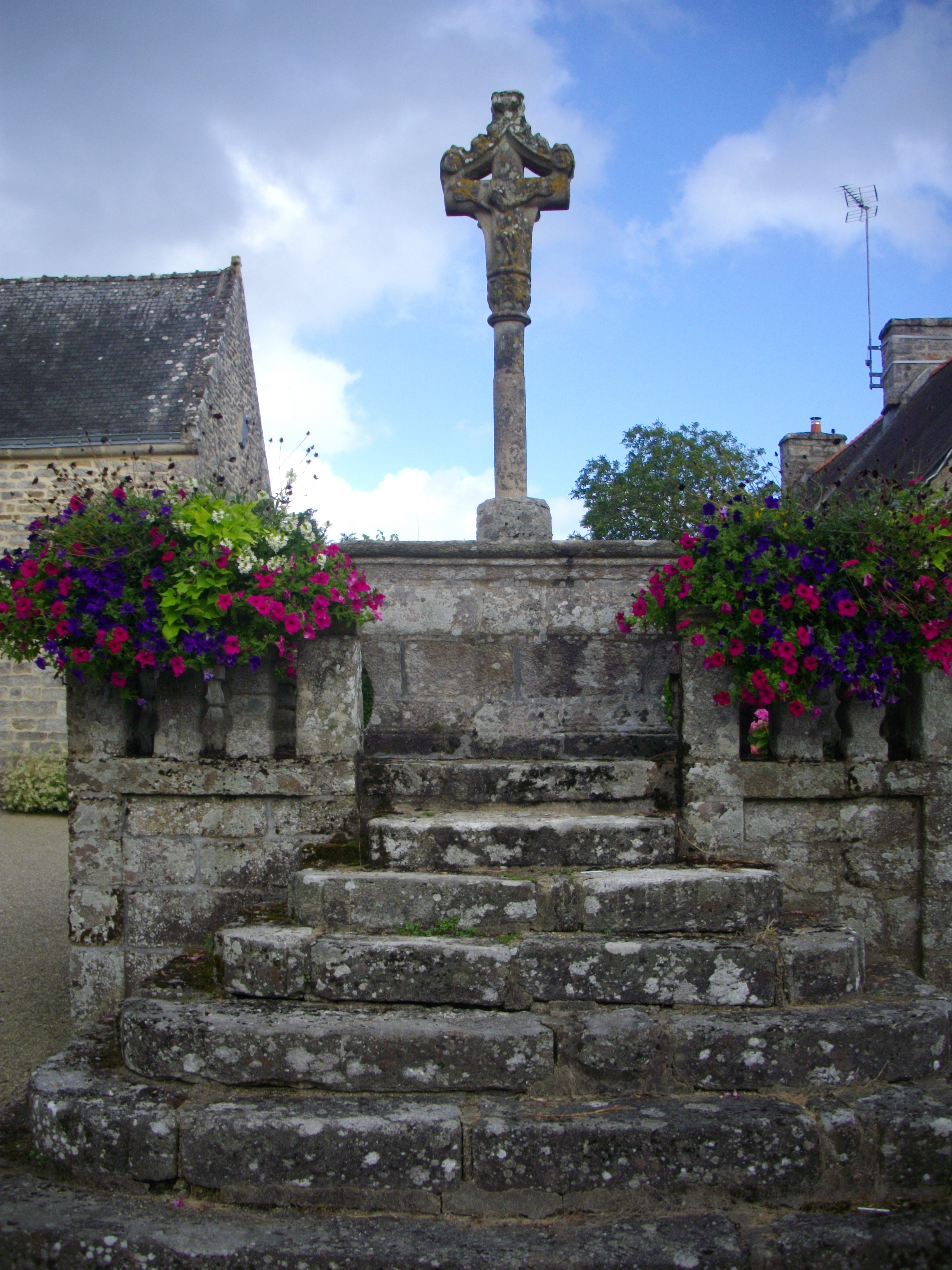
Calvaire von Meucon
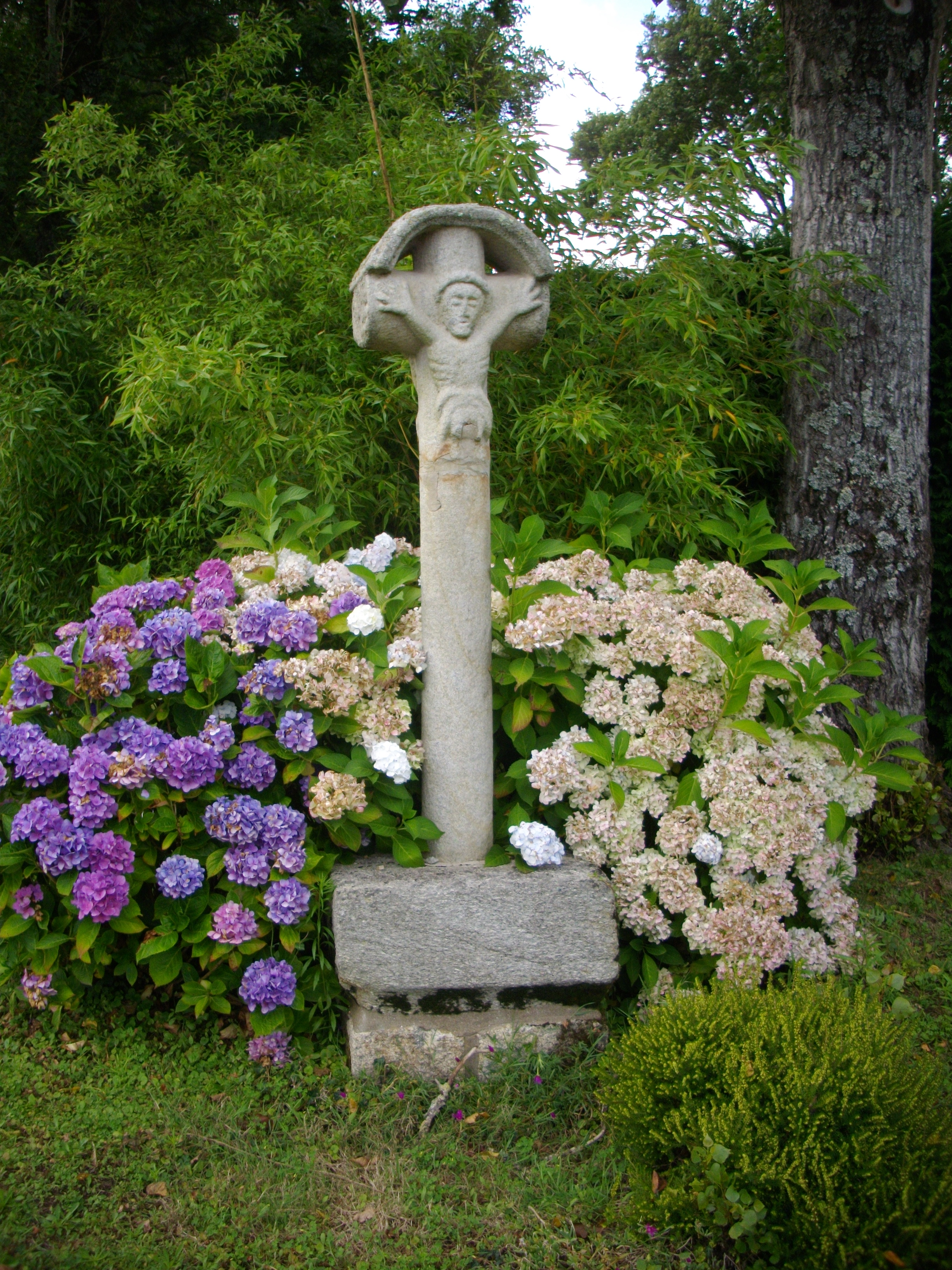
Wegekreuz von Norbrat
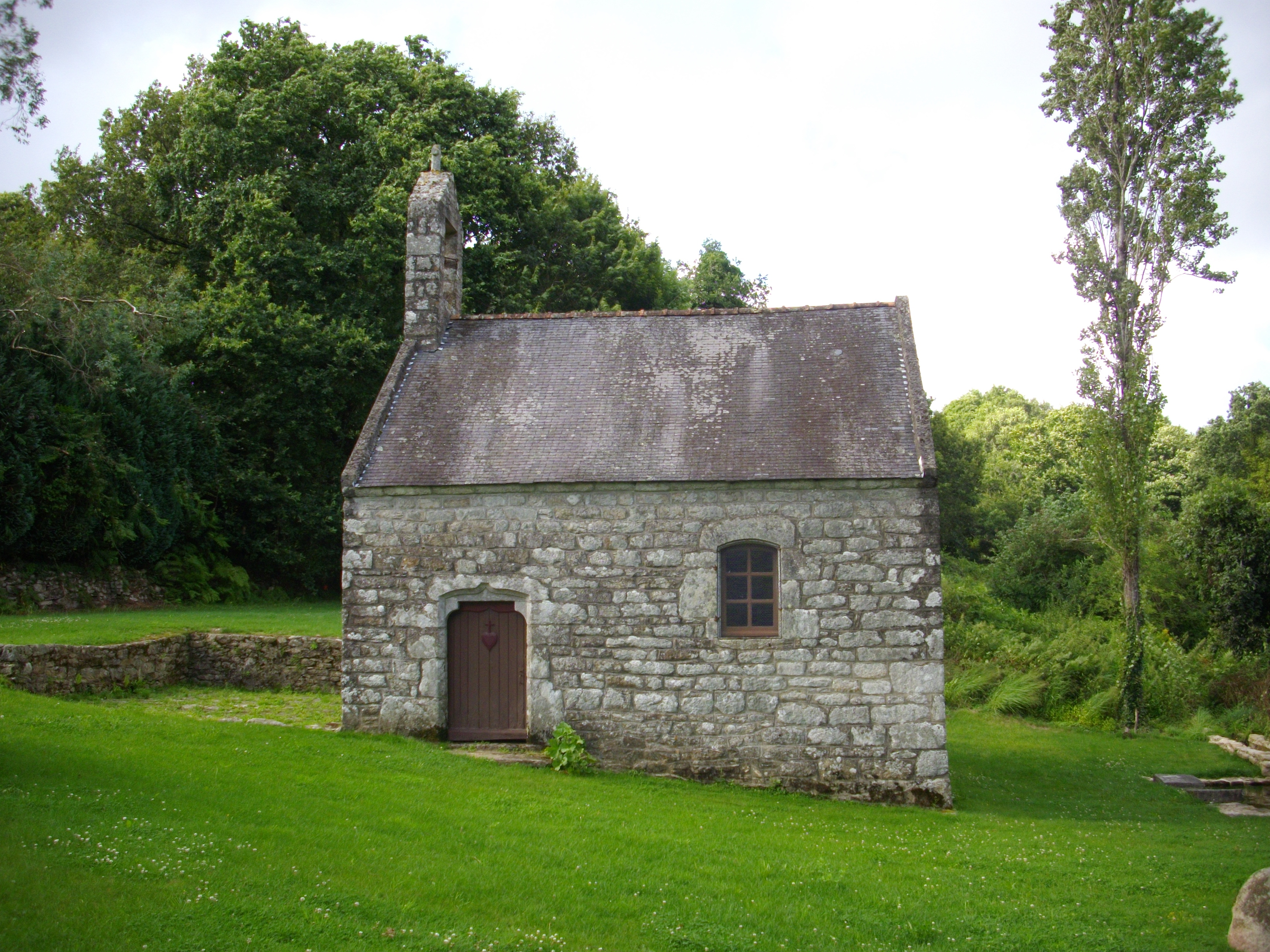
Kapelle Saint-Barthélémy in Cranuhac